# Kulturnämnd
Kulturnämnd är en nämnd inom många svenska kommuner och landsting. Kulturnämnden ansvarar kommunens eller ett landstingets kulturverksamhet och skall arbeta för att förverkliga de kulturpolitiska målen. En kulturnämnds ansvarsområde kan variera. Den sammanträder ett antal gånger per år och dessa möten är vanligen inte öppna för allmänheten. Dagordning till mötena läggs ut på kommunens eller landstingets webbplats ungefär tio dagar innan mötet. Senast fjorton dagar efter mötet publiceras protokollet. Under kulturnämnden lyder en kulturförvaltning. I vissa städer finns stadsdelsförvaltningar som handhar kulturfrågor.

## Historik
Under 1970-talet formulerades en statlig svensk kulturpolitik. Utgångspunkterna togs i utredningen Ny kulturpolitik och den därpå följande propositionen Den statliga kulturpolitiken. Tidigare forskning har beskrivit målsättningen med kulturpolitiken som att kultur skulle spridas till större delar av befolkningen och skillnader i förutsättningar mellan kommuner skulle jämnas ut. Stat, kommuner och landsting erbjöds en likartad och till varandra relaterad struktur för att hantera kulturfrågor. Varje nivå skulle ta ansvar för sitt eget område och beslutsfattande, vilket skulle göras synligt via lokalt fastställda mål och riktlinjer för kulturverksamheten. För kommunernas del skulle detta verkställas genom inrättandet av kulturnämnder.
Sedan 1970-talet, då den statliga kulturpolitiken i Sverige formulerades, har de flesta kommuner inrättat kulturnämnder.

## Kulturpolitiska mål
Kulturen ska vara en dynamisk, utmanande och obunden kraft med yttrandefriheten som grund. Alla ska ha möjlighet att delta i kulturlivet. Kreativitet, mångfald och konstnärlig kvalitet ska prägla samhällets utveckling.

För att uppnå målen ska kulturpolitiken:
- främja allas möjlighet till kulturupplevelser, bildning och till att utveckla sina skapande förmågor,
- främja kvalitet och konstnärlig förnyelse,
- främja ett levande kulturarv som bevaras, används och utvecklas,
- främja internationellt och interkulturellt utbyte och samverkan,
- särskilt uppmärksamma barns och ungas rätt till kultur.